# Scelio habilis
Scelio habilis är en stekelart som beskrevs av Nixon 1958. Scelio habilis ingår i släktet Scelio och familjen Scelionidae. Inga underarter finns listade i Catalogue of Life.